# Legnicka Fabryka Fortepianów i Pianin

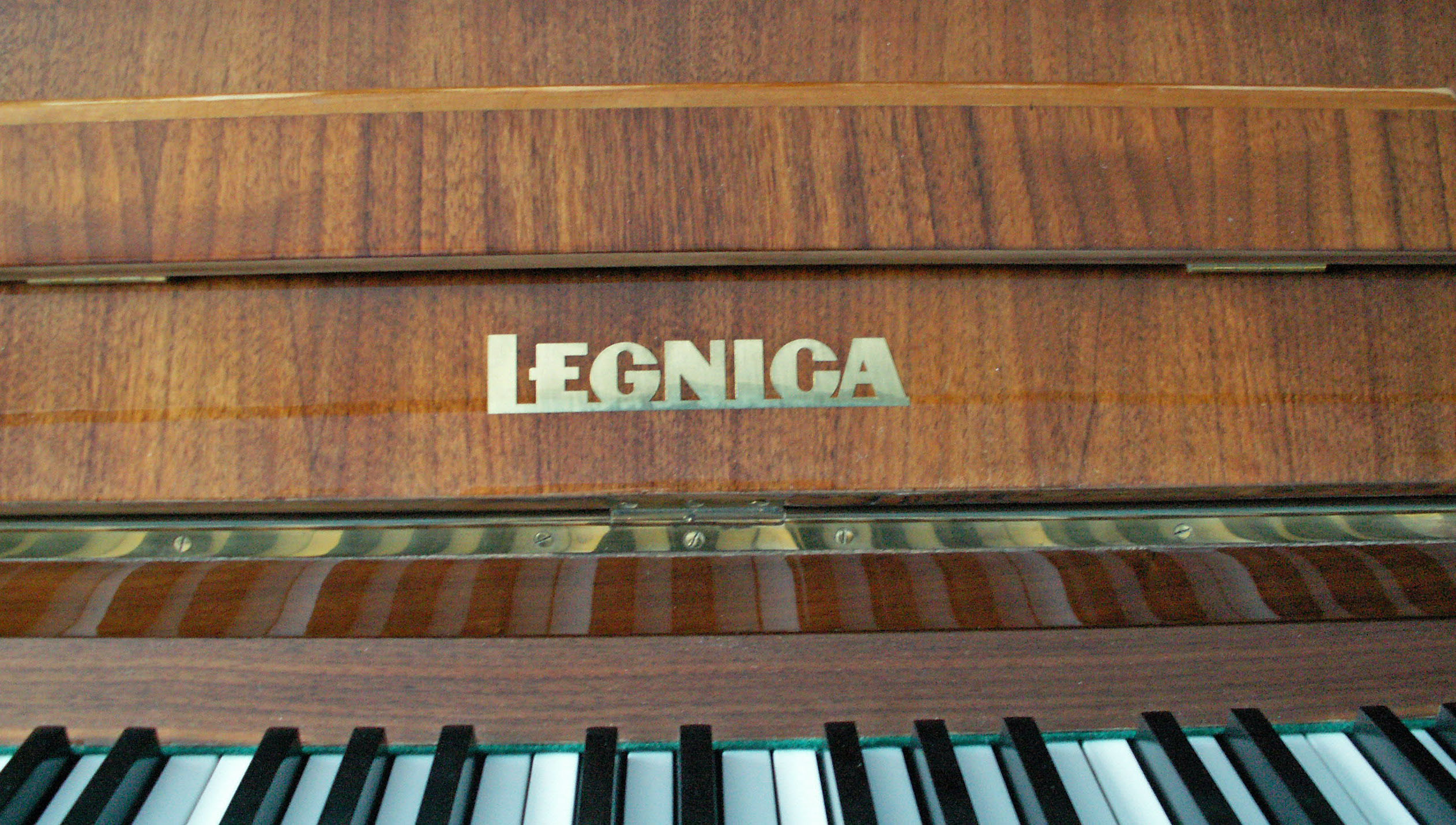
Pianino Legnica

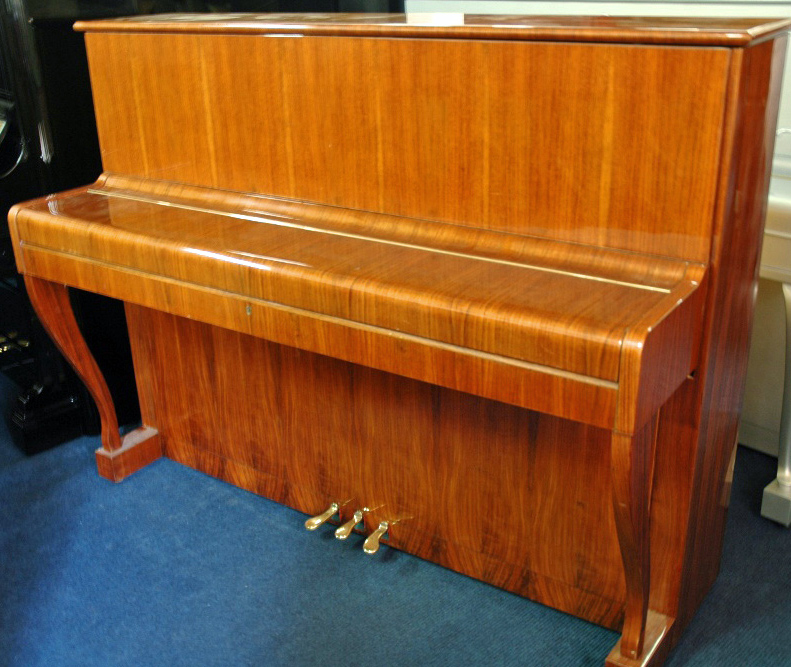
Wersja eksportowa Legnica Offberg z 1970 r.

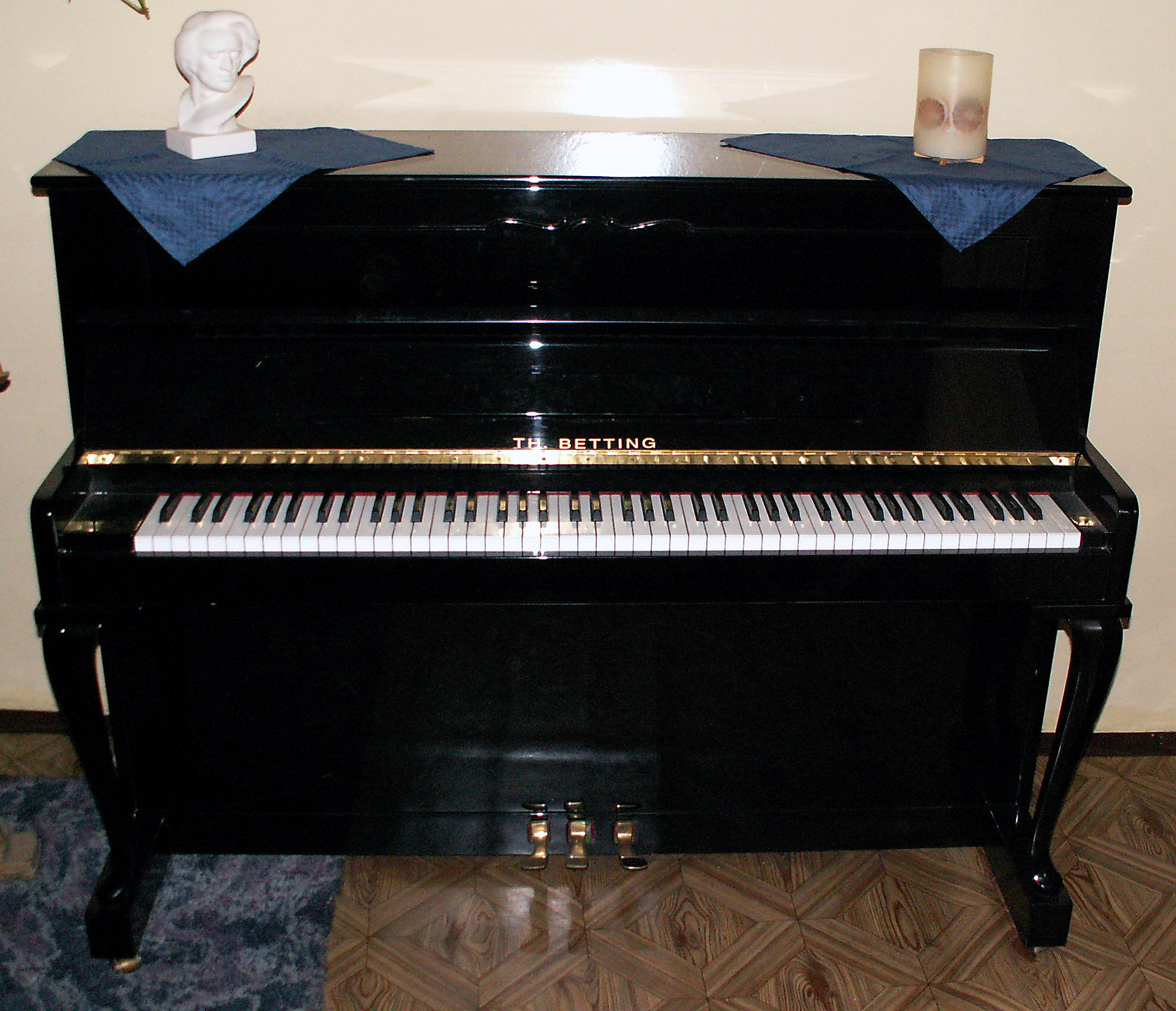
Pianino Legnica (Th. Betting) ok. 1995 r.

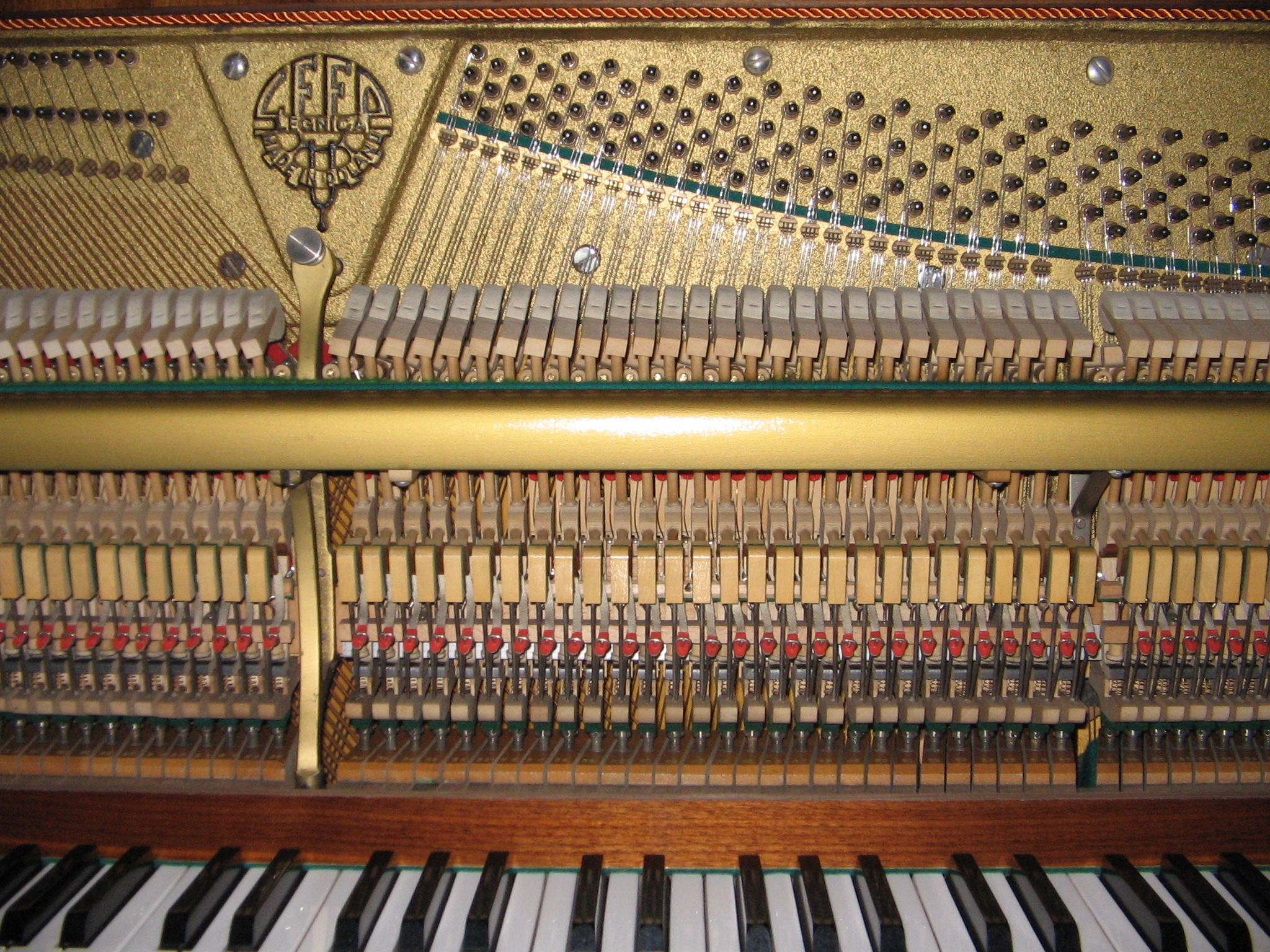
Wnętrze pianina Legnica

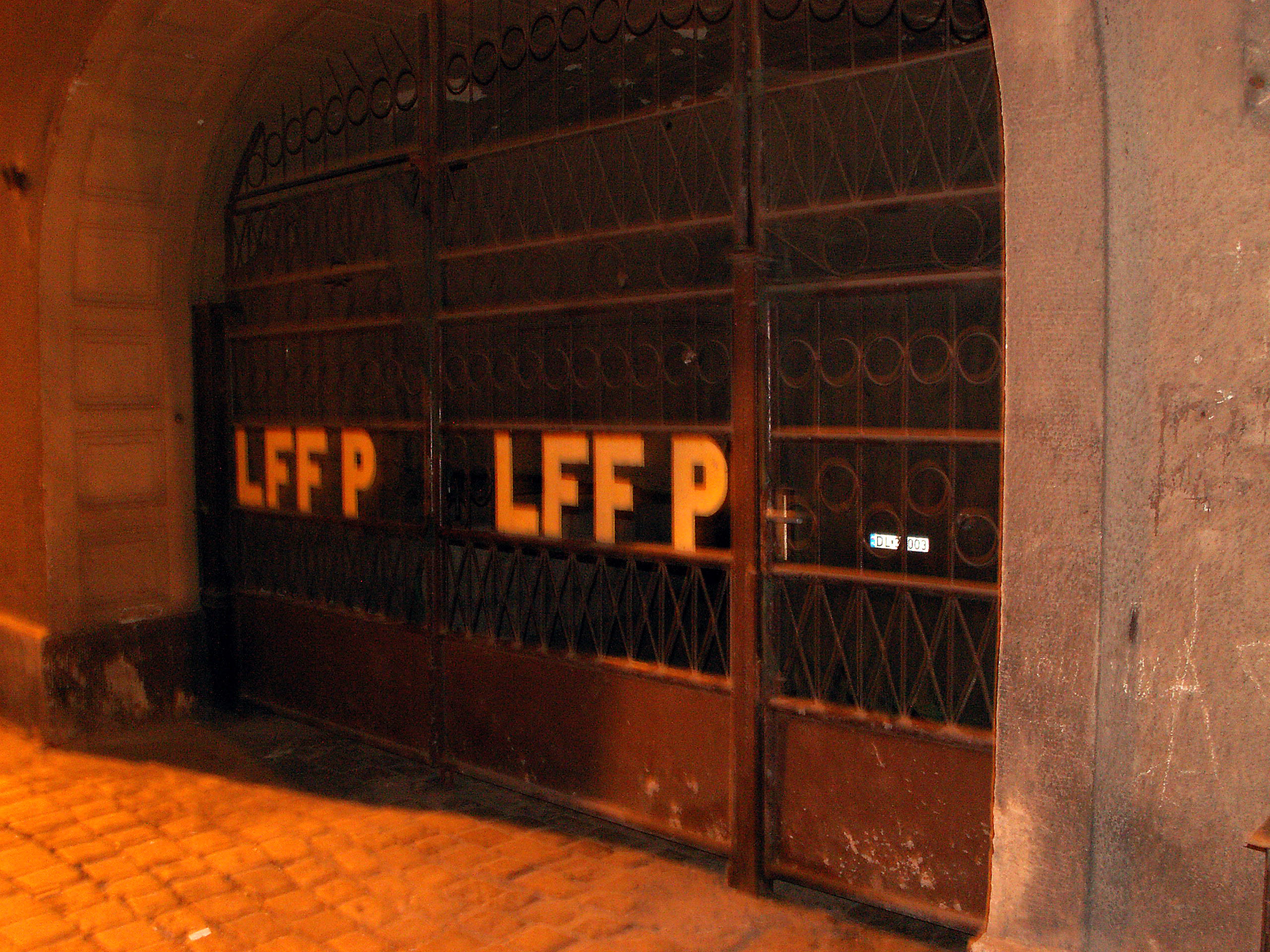
Brama Legnickiej Fabryki Fortepianów i Pianin

Legnicka Fabryka Fortepianów i Pianin – wytwórnia pianin oraz fortepianów, która powstała w 1947 roku na terenach fabryki Eduarda Seilera. Produkowała głównie pianina marki Legnica a także instrumenty na eksport ze znakiem firmowym Offberg. istniała do 1998 roku.

## Historia

### Wytwórnia Eduarda Seilera
Eduard Seiler założył w 1846 w Legnicy wytwórnę pianin oraz fortepianów, początkowo jako warsztat naprawczy, od 1849 produkująca fortepiany w budynku przy Breslauer Strasse (ul. Wrocławska), 1857 przeniesiona do Goldberger Strasse 33 (ul. Złotoryjska), zatrudniała wówczas 14 osób. Od 1867 wynajmowała dodatkowe pomieszczenia przy Mauerstrasse (ul. Murarska), rozpoczynając tam produkcje pianin. W 1868 roku do firmy przystąpił najstarszy syn założyciela Paul. Pod jego kierownictwem  zakład został zmodernizowany, co doprowadziło do zwiększenia produkcji. W 1871 r. przy zatrudnieniu 112 pracowników wyprodukowano 110 fortepianów i 550 pianin o wartości 96 000 talarów. 8 stycznia 1874 do firmy przystąpił trzeci syn Johannes. Od 21 marca 1874 roku zakład znajdował się w nowym, własnym budynku fabrycznym przy Wilhelmstrasse (dziś ul. Senatorska). Po śmierci założyciela firmy w 1875 prowadzeniem jej zajęła się wdowa Hedwig Seiler z domu Seicher, a dziesięcioro dzieci było spadkobiercami firmy.  Najstarszy syn Paul objął kierownictwo od strony handlowej, drugi syn Max kierownictwo techniczne. Po ich śmierci w 1879 kierownictwo techniczne przejął trzeci syn Johannes. W 1879 i 1880 do firmy przystąpili zięciowie założyciela Oswald Kasig i August Lauterbach. Piąty syn zajął się głównie sprawami reklamy w Anglii. Wybudowano w tym czasie własny tartak ze składem drewna.  W 1881 firma zatrudniała 120 osób. Od 1883 produkowała także mechanizmy, co wiązało się z częściowym  przejęciem legnickiej wytwórni mechanizmów i klawiatur Jentzch & Co. Zakład ten przeszedł całkowicie w posiadanie Seilerów. 2 sierpnia 1883 firma uzyskała patent na usprawnienie wyzwolenia w mechanizmie pianinowym. 28 marca 1895 z firmy wycofała się Hedwig Selier,  a jej ośmioro dzieci (Johannes, Eduard, Josef, Franz, Marie Lauterbach, Anna Kasig, Elisabeth Preiss, Helene Rosenberger) przekształciło firmę w spółkę z o.o. (GmbH), zmieniając nazwę na Ed. Seiler Pianoforte-Fabrik GmbH.
Kierowanie firmą spoczywało w rękach Johannesa Seilera, Augusta Lauterbacha i Oswalda Kasiga, kapitał zakładowy wynosił 452 000 marek. 1 października 1893 otwarte zostały magazyny handlowe w Berlinie przy Potsdamer Strasse 7a i Courbièrstrasse 5, później Schillstrasse 9, 1907 we Wrocławiu przy Gartenstrasse, 1911 w Dreźnie, 1915 w Hamburgu, 1911-1914 istniał skład w Londynie przy Oxford Street.
W 1897 został zbudowany drugi budynek fabryczny przy Wilhelmstrasse, 1906/1907 trzeci. 19 lutego 1908 zarejestrowano filię we Wrocławiu, pod nazwą Ed. Seiler GmbH, Zweigfabrik Breslau.  Przedstawicielem Seilera w Świdnicy był Herman Dalwer. Na miejsce zmarłego w 1907 Johannesa Seiler przystąpił do firmy Robert Lauterbach, najstarszy syn Augusta Lauterbacha. Współwłaściciele firmy – August Lauterbach i Eduard Seiler jun. w sierpniu 1910 otrzymali tytuły nadwornych dostawców Wielkiego Księcia Hesji i Królowej Matki Włoch. W czerwcu 1911 firma zakupiła skład fortepianów i fisharmonii Richard Stolzenberg w Dreźnie. W 1899 zatrudniała 270 pracowników, przed wybuchem I wojny światowej ponad 350. W październiku 1917 Robert Lauterbach został włączony w kierownictwo firmy, a po śmierci ojca w 1918 zajął jego miejsce jako kierownik techniczny; brat Ludwig prowadził firmę od strony handlowej. 13 lutego 1920 z firmy wystąpili Oswald Kasig oraz Robert i Ludwig Lauterbach, którzy przejęli fabrykę mechanizmów Jentzsch & Co. Główne kierownictwo objął wówczas Franz Preiss, wnuk założyciela, a od strony technicznej pokierował nią Ernst Maglitz. W lutym 1920 założono filię w Berlinie. Hamburska została w październiku 1928 przeniesiona z Dammtorstrasse 3 na Colonaden 19. Po śmierci Franza Preissa w 1923 zięć Johannesa Seilera – Anton Dütz, dotychczasowy kierownik filii w Dreźnie – objął kierownictwo całej firmy. 18 XII 1923 otworzył on salę koncertową Seiler-Saal w budynku fabrycznym w Legnicy, 1924 podobną salę w Hamburgu. W Legnicy powstały dalsze zabudowania fabryczne i nowy tartak. W 1928 osiągnięto największy roczny obrót od czasów założenia firmy, a produkcja wynosiła 2675 instrumentów 1930-33. W okresie kryzysu, filie w Berlinie, Dreźnie, Hamburgu i Wrocławiu, zaprzestały swojej działalności. We wrześniu 1937 firma została przekształcona z dotychczasowej sp. z o. o (GmbH) w spółkę komandytową (KG). Anton Dütz został jej jedynym udziałowcem odpowiadającym za zobowiązywania spółki do wysokości zawartej w umowie. W 1945 firma zaprzestała działalności, a jej dyrektor Anton Dütz osiadł najpierw w Zgorzelcu, a w styczniu 1950 objął kierownictwo handlowe wytwórni fortepianów Schimmel w Brunszwiku.

### Po II wojnie światowej
Wraz z zakończeniem drugiej wojny światowej wytwórnia straciła urządzenia produkcyjne oraz siedzibę w Legnicy. W 1945 zabezpieczono modele z płyt żeliwnych oraz rysunki konstrukcyjne i rozpoczęto produkcję najpierw w Danii, a od roku 1961 we frankońskim Kitzingen, produkcję pianin według legnickiego modelu.
W 1947 roku na dawnych terenach fabryki Seilera ponownie uruchomiono produkcje, zatrudniono w niej dawnych fachowców z seilerowskiej fabryki jak również absolwentów Technikum Budowy Fortepianów w Kaliszu. Fabryka znajdowała się przy ul. Rewolucji Październikowej 19/17 (po zmianie nazw ulic w 1991 r. – Senatorskiej 19/17),  W 1992 odkupiła znak firmowy T. Betting od Janusza Bettinga, spadkobiercy Theodora Bettinga.  W 1990 r. dawny jej właściciel chciał częściowo wykupić budynki i maszyny należące do legnickiej wytwórni. Pragnął, by znów produkowano tam pianina i fortepiany z logiem Ed. Seiler. Nie udało mu się to i wytwórnia upadła pod koniec 1998 r. Później na jej terenie znajdował się salon meblowy oraz zakład zajmujący się produkcją bielizny z bawełny.